# Manuel Sarabia
Pour les articles homonymes, voir Sarabia.
Manuel Sarabia López, né le 9 janvier 1957 à Abanto-Zierbena, est un joueur puis entraîneur espagnol de football qui occupe le poste d'avant-centre. Il a effectué l'essentiel de sa carrière à l'Athletic Bilbao.

## Carrière de joueur

### En club
Manuel Sarabia évolue au début de sa carrière dans le club de sa région natale, l'Athletic Bilbao, étant un élément de l'équipe qui remporte à deux reprises le championnat, en 1982–1983 et 1983–1984. Il gagne aussi en 1984 la Coupe du Roi et la Supercoupe d'Espagne. Rejoignant en 1988 le CD Logroñés, il évolue dans ce club jusqu'en 1991 et l'arrêt de sa carrière professionnelle.

### En sélection
Sa première sélection en équipe nationale a eu lieu le 16 février 1983 contre les Pays-Bas. Il a joué 15 fois pour La Roja et a inscrit 2 buts, un contre Malte en 1983 et un contre l'Islande en 1985. Il a fait partie de la sélection pour l'Euro 1984. Lors de cet Euro, l'Espagne atteint la finale. Il rentre en jeu lors du match qui se solde par une défaite contre la France en remplaçant Julio Alberto Moreno.

## Carrière d'entraîneur
Au terme de sa carrière de joueur, il est devenu entraîneur. Il a pris en charge le Bilbao Athletic, le CD Badajoz et le CD Numancia.

## Palmarès

### En club
- Athletic Bilbao :
  - Championnat d'Espagne : 1982–1983, 1983–1984
  - Coupe du Roi : 1983–1984
  - Supercoupe d'Espagne : 1984

### En sélection
- Championnat d'Europe : Finaliste en 1984